# Meirchion Gul
Meirchion Gul (Meirchion in gallese, Marcianus in latino e Mark in inglese; 438 circa – 535) è stato sovrano del Rheged. Era figlio di Gwrast Lledlwm, a cui successe sul trono, lasciando il reame dell'Elmet al fratello Mascuid.
Dopo la morte di Meirchion attorno al 535, il regno fu diviso tra i suoi due figli: Cynfarch Oer e Elidyr Llydanwyn.